# El empleado y el patrón
El empleado y el patrón es una película dramática coproducida entre Uruguay, Argentina, Brasil y Francia de 2021 que está dirigida por Manolo Nieto. Narra la historia de un joven a quien su padre le encarga la administración de sus tierras y deberá tomar la obligación de contratar a un nuevo personal para que funcione debidamente la estancia, donde sucederá un hecho inesperado e irreparable. Está protagonizada por Nahuel Pérez Biscayart, Justina Bustos, Cristian Borges, Fátima Quintanilla y Jean-Pierre Noher. La película fue elegida como la presentación uruguaya para el Óscar a la Mejor Película Internacional en la 95.ª edición de los premios Óscar.
La película tuvo su estreno mundial el 9 de julio de 2021 en el Festival de Cine de Cannes y luego tuvo su lanzamiento limitado en las salas de cines de Argentina el 13 de enero de 2022 bajo la distribución de Latido Films.

## Sinopsis
Rodrigo (Nahuel Pérez Biscayart), es un joven que está casado con Federica (Justina Bustos), con quien tiene un hijo muy pequeño que aparentemente tendría un problema neurológico de nacimiento, por lo cual, deciden hacerle estudios médicos. Mientras tanto, a Rodrigo se le presentará otra complicación, su padre (Jean-Pierre Noher) le pide que se haga cargo de la estancia, la cual sufrió la baja de dos tractoristas y debe salir en búsqueda de nuevos empleados. Es así, como decide ir a la casa de un antiguo trabajador de su padre, en una zona fronteriza entre Uruguay y Brasil, pero este lo rechaza debido a su edad y sus problemas de salud. Sin embargo, le sugiere que contrate a su hijo Carlos (Cristian Borges) de 18 años. De esta manera, ambos inician una relación amistosa que desafía todas las diferencias sociales, hasta que un día en el trabajo sucede una tragedia sin precedentes que pone en tensión la amistad y las relaciones entre las familias.

## Reparto
- Nahuel Pérez Biscayart como Rodrigo.
- Cristian Borges como Carlos.
- Justina Bustos como Federica.
- Fátima Quintanilla como Estéfanie.
- Jean-Pierre Noher como Papá de Rodrigo.
- Carlos Lacuesta como Lacuesta.
- Roberto Olivera como Sampaio.

## Recepción

### Comentarios de la crítica
La película recibió críticas positivas por parte de la prensa. Diego Batlle de Otros cines describió al filme como «inquietante y provocador», que «se va enrareciendo y complejizando, pero sin perder nunca la tensión ni el interés». Por su parte, Paula Vázquez Prieto de Página 12 resaltó que la cinta «plantea las desigualdades latinoamericanas sin convencionalismos y apelando a los contrastes y las ambigüedades de todos los implicados en el juego social». En una reseña para el diario La Nación, Pablo De Vita escribió que el director «maneja con gran solvencia los recursos visuales de una historia, [...] a la que imprime interés en su notable manejo de cámara y en el retrato que consigue de ese ambiente tan plano en el horizonte como en los vínculos humanos» y destacó la actuación de Pérez Biscayart, diciendo «que compone magistralmente su papel».
Por otra parte, Juan Pablo Russo de Escribiendo cine calificó a la película con un 9, expresando que «es un film sugestivo [...], le escapa al cuento moral y funciona más como un reflejo de dos universos opuestos». Samantha Schuster del sitio web Cinéfilo serial rescató que el filme «resulta ser una mezcla entre un drama y un thriller muy sólido, que gracias a los giros sorprendentes e impactantes, las actuaciones del elenco que nos ofrece personajes llenos de matices [...] nos va llevando por un viaje intenso y satisfactorio».

### Premios y nominaciones
| Lista de premios y nominaciones | Lista de premios y nominaciones | Lista de premios y nominaciones              | Lista de premios y nominaciones | Lista de premios y nominaciones | Lista de premios y nominaciones |
| Año                             | Organización                    | Categoría                                    | Nominado/a(s)                   | Resultado                       | Ref(s)                          |
| ------------------------------- | ------------------------------- | -------------------------------------------- | ------------------------------- | ------------------------------- | ------------------------------- |
| 2023                            | Premios Cóndor de Plata         | Mejor película en coproducción con Argentina | El empleado y el patrón         | Nominado                        | [ 12 ]                          |